# Saint-Germain-des-Fossés–Nîmes-Courbessac-vasútvonal
A Saint-Germain-des-Fossés–Nîmes-Courbessac-vasútvonal, vagy ismert még mint Cevennenbahn egy 303 km hosszúságú, részben 25 kV 50 Hz áramrendszerrel villamosított, normál nyomtávolságú, részben kétvágányú vasúti pálya kétvágányú vasúti fővonal Franciaországban Saint-Germain-des-Fossés és Nîmes között.

### Fontosabb állomások
A legfontosabb állomások a Saint-Germain-des-Fossés–Nîmes-Courbessac-vasútvonalon:
- Gare de Saint-Germain-des-Fossés
- Gare de Riom - Châtel-Guyon
- Gare de Clermont-Ferrand
- Gare de Nîmes

## Útvonal
A vasútvonal Franciaország középtáján elhelyezkedő Saint-Germain-des-Fossés városból indul, majd az Allier folyó völgyét követve töri át a központi masszívumot. Legmagasabb pontja Gare de La Bastide - Saint-Laurent-les-Bains állomásnál található, innen a vonal mindkét irányba lassan ereszkedik lefelé, Nimes 46, míg a túlsó végpont, Saint-Germain-des-Fossés 256 méter tenger szint feletti magasságban található.

## Szolgáltatások
A Saint-Germain-des-Fossés–Nîmes-Courbessac-vasútvonalon a következő személyszállítási szolgáltatások működnek:
- A regionális vonatokat a TER Auvergne és a TER Languedoc-Roussillon,
- A tehervonatokat a Fret SNCF üzemelteti.

## Képgaléria

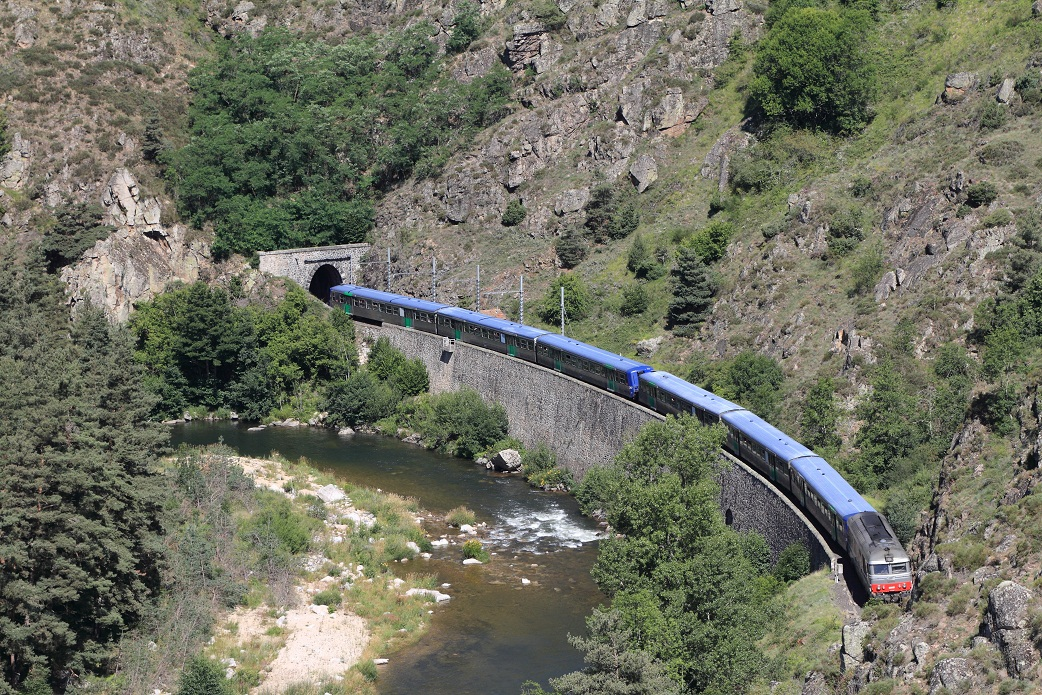
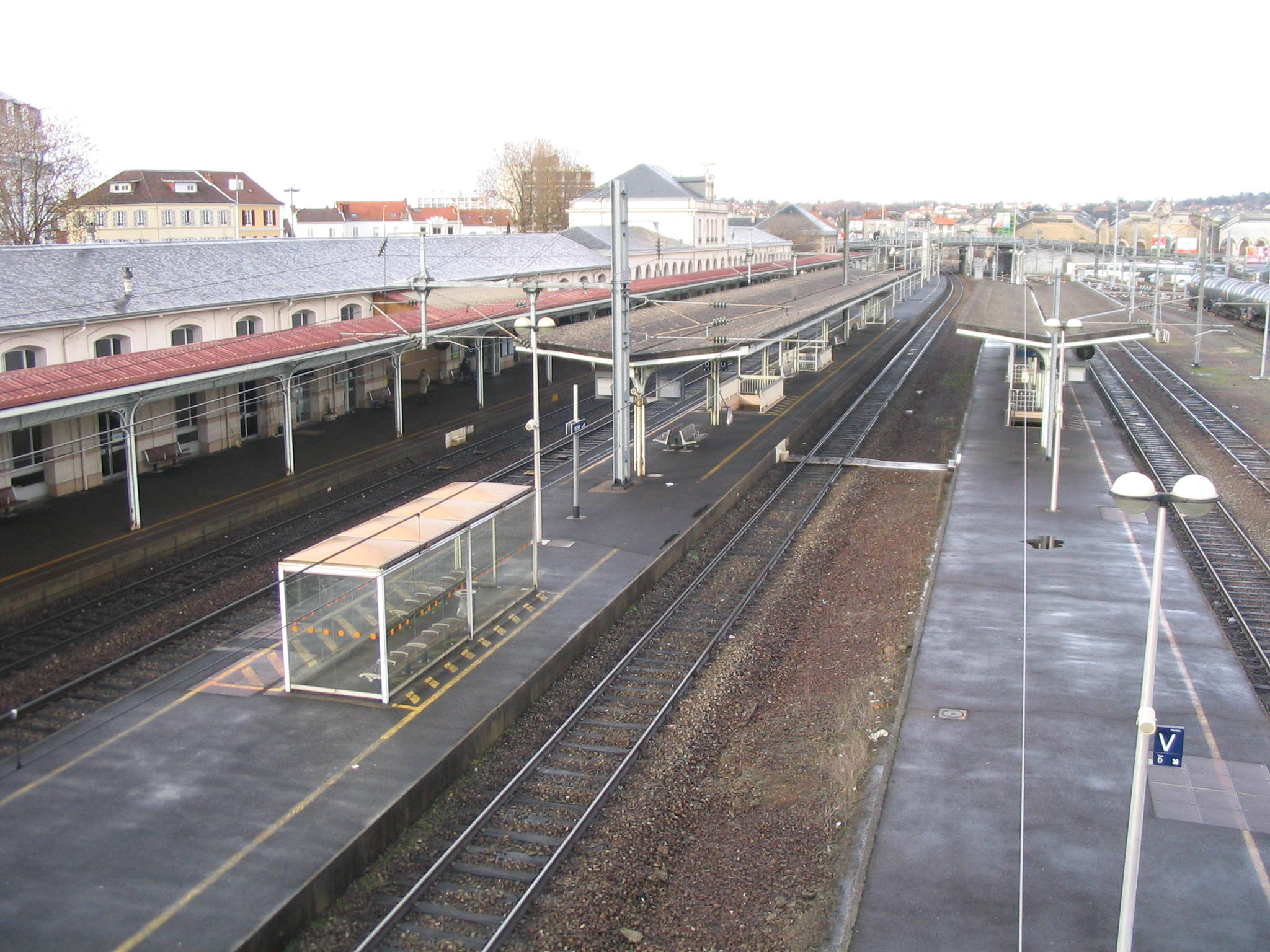
Gare de Vichy
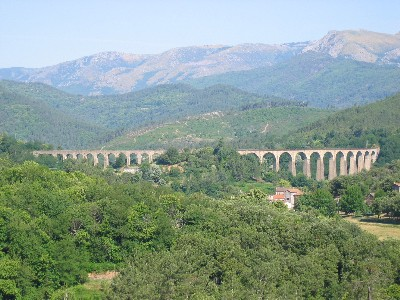
Viadukt Chamborigaud közelében
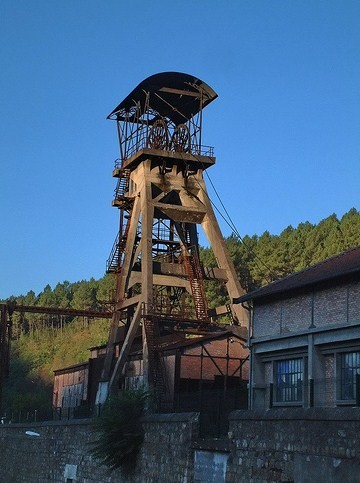

## Filmek
- Alexander Schweitzer: Mit dem Zug durchs Zentralmassiv a Mit dem Zug durch ... sorozatból (Reisebericht. Németország, 2009, 43 perc)
- Alexander Schweitzer: Durch die Schluchten des Zentralmassivs a Eisenbahn-Romantik sorozatból (Németország, 2009, 29 perc)